# كالفين إي. سيمونز
كالفين إي. سيمونز (بالإنجليزية: Calvin E. Simmons)‏ هو موزع أمريكي، ولد في 27 أبريل 1950 في سان فرانسيسكو في الولايات المتحدة، وتوفي في 21 أغسطس 1982 في ليك جورج في الولايات المتحدة بسبب غرق.

## وصلات خارجية
- كالفين إي. سيمونز على موقع ميوزك برينز (الإنجليزية)